# Synema tadzhikistanicum
Synema tadzhikistanicum es una especie de araña cangrejo del género Synema, familia Thomisidae, orden Araneae.

## Distribución
Esta especie se encuentra en Asia Central.

## Taxonomía
Fue descrita por Utochkin en 1960.
Tratamiento taxonómico
La especie aparece registrada y publicada en Spiders belonging to the genus Synaema, the group plorator (O. P. Cambr.) in the USSR. Zoologicheskiĭ Zhurnal 39: 375–380.